# 王福海
王福海，中华人民共和国政治人物。
担任山东省人民政府委员、工商部副部长、省商业厅副厅长。全国工商联执行委员。1954年，当选第一届全国人民代表大会代表。